# Obeah!

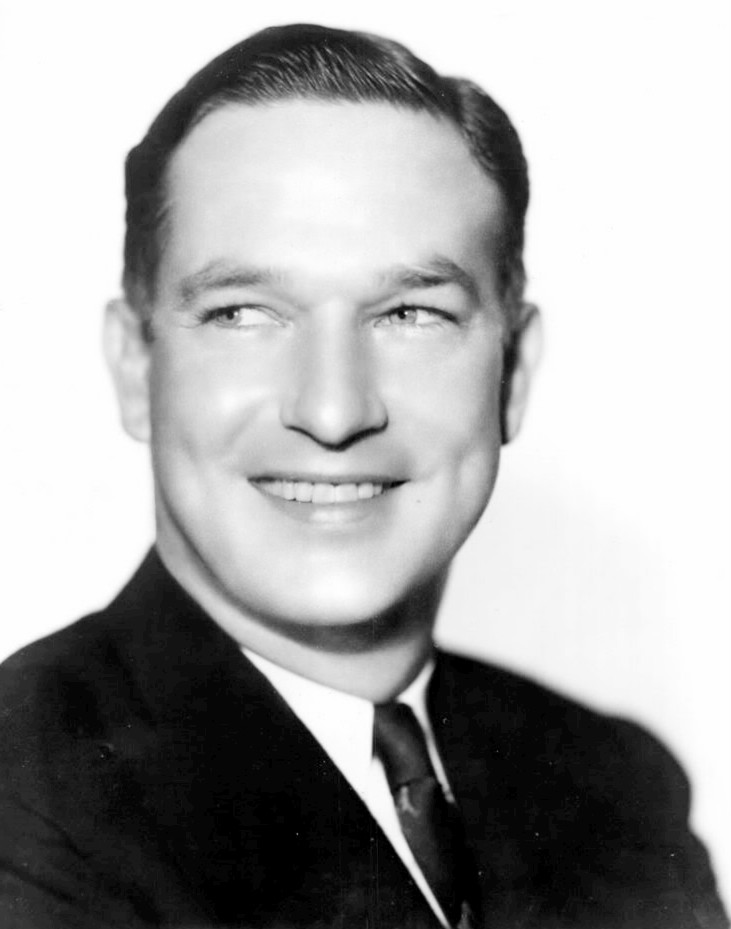
Phillips Lord în 1936

Obeah! este un film american de groază din 1935 regizat de F. Herrick Herrick și scris de Robert Carse.  Rolurile principale au fost interpretate de actorii Jean Brooks și Phillips Lord în rolurile principale. În Regatul Unit, filmul a fost lansat sub titlul The Mystery Ship. Este considerat un film pierdut.

## Prezentare
Un marinar, cunoscut sub numele de „Aventurierul”, în căutarea unui explorator american pierdut, descoperă că acesta este ținut ostatic pe o insulă îndepărtată din Marea Sudului. Bărbatul este ținut captiv de băștinașii insulei, care l-au pus sub o vrajă voodoo cunoscută sub numele de „obeah”. Aventurierul încearcă să oprească un ritual al morții, dar eșuează, iar exploratorul moare. Aventurierul este forțat să fugă de pe insulă, luând cu el o femeie nativă și pe fiica exploratorului mort.
Cu ajutorul unei hărți luate de la explorator, cei trei încearcă să localizeze un cufăr de aur care a fost îngropat pe malul insulei. Între timp, marele preot de pe insulă aruncă un blestem asupra celor trei și apare un triunghi amoros între cei de pe navă.

## Distribuție
- Jean Brooks[6]
- Phillips H. Lord - Aventurier
- Alice Wessler[7]
- Alexander McCatty[8]

## Producție
Filmul a fost produs de compania de producție din New York City Arcturus Pictures. Bazat pe o poveste a regizorului F. Herrick Herrick, scenariul filmului a fost scris de Robert Carse, producția filmului a început în iunie 1934 și a durat câteva săptămâni. Obeah! a fost filmat în Kingston, Jamaica.
Un articol suplimentar publicat în Film Daily a susținut că filmările au durat unsprezece luni, într-o croazieră mondială care a poposit în peste douăzeci de țări. Înregistrările comerciale ulterioare au arătat că filmările au durat doar patru luni. În film, apar echipajul navei și diverși interpreți necunoscuți. Scenele au fost filmate la Papine și Port Royal, cu filmări interioare în barurile din centrul orașului Kingston.

## Lucrări citate
- Polack, Peter (2017). Jamaica, the Land of Film. Cambridge Scholars Publishing. ISBN 978-1-443-87375-8.